# فرارية
فِرَّارِيَة (الاسم العلمي: Ferraria)، جنس نباتات مُزهرة أحادية الفلقة من فصيلة السوسنية، موطنها الأصلي المناطق الاستوائية والجنوبية من إفريقيا. وهي نباتات عشبية حاملة للجعثن يصل طولها إلى 30-45 سم. بعض الأنواع لها رائحة كريهة تشبه رائحة اللحوم المتعفنة وتُلقح بواسطة الذباب، والبعض الآخر له رائحة طيبة. اسم الجنس مُهدى لعالم النبات اليسوعي الإيطالي وفنان النبات جيوفاني بابتيستا فيراري.
ويُزرع للزينة في الحدائق في المناطق شبه الاستوائية.
الأنواع
- Ferraria brevifolia G.J.Lewis - مقاطعة كيب في جنوب إفريقيا
- Ferraria candelabrum (Baker) Rendle - زامبيا، أنغولا
- Ferraria crispa Burm. (syn. F. undulata) -مقاطعة كيب؛ موطن في إسبانيا وأستراليا، جزر الكناري، ماديرا
- Ferraria densepunctulata مريم فيبي دي فوس - مقاطعة كيب
- Ferraria divaricata Sw. - مقاطعة كيب
- Ferraria ferrariola (Jacq.) Willd. - مقاطعة كيب
- Ferraria flava Goldblatt & J.C.Manning - مقاطعة كيب
- Ferraria foliosa G.J.Lewis - مقاطعة كيب
- Ferraria glutinosa (Baker) Rendle - من مقاطعة كيب شمالاً إلى زائير
- Ferraria macrochlamys (Baker) Goldblatt & J.C.Manning - مقاطعة كيب
- Ferraria ornata Goldblatt & J.C.Manning - مقاطعة كيب
- Ferraria ovata (Thunb.) Goldblatt & J.C.Manning - مقاطعة كيب
- Ferraria parva Goldblatt & J.C.Manning - مقاطعة كيب
- Ferraria schaeferi موريتز كورت دنتر - مقاطعة كيب، ناميبيا
- Ferraria spithamaea (Baker) Goldblatt & J.C.Manning - أنغولا
- Ferraria uncinata Sweet - مقاطعة كيب
- Ferraria variabilis Goldblatt & J.C.Manning - مقاطعة كيب، ناميبيا
- Ferraria welwitschii Baker - زائير، زامبيا،زمبابوي، أنغولا